# Griesheim (Frankfurt nad Menem)
Griesheim, Frankfurt-Griesheim – 19. dzielnica (Stadtteil) miasta Frankfurt nad Menem, w Niemczech, w kraju związkowym Hesja. Należy do okręgu administracyjnego West.
W dzielnicy znajduje się stacja kolejowa Frankfurt-Griesheim.